# Vincenzo Sospiri
Vincenzo Sospiri (Forli, 7 de outubro de 1966) é um automobilista italiano. Teve uma curta passagem pela Fórmula 1, onde não conseguiu se classificar.
classificar para o Grande Prêmio da Austrália de 1997 pela MasterCard Lola.

## O início da carreira: Kart, Fórmulas Ford e 3000
Sospiri começou a carreira no campeonato italiano de Kart, com 15 anos de idade. Ele acabou se tornando Campeão Mundial de Kart, em 1987. Em seguida, passou para a Fórmula Ford, antes de chegar na Fórmula 3000 em 1991, tendo como companheiro de equipe o inglês Damon Hill na Middlebridge Lola T91/50 Cosworth. 
Em um carro não competitivo, conquistou um grande resultado terminando na segunda corrida de Hockenheimring. Ele  retornou à F-3000 em 1993, dirigindo um Reynard 93D Judd para a equipe Mythos. Depois de uma temporada melhor que a primeira, mudou-se para uma equipe mais bem estruturada, a Super Nova, para 1995. Foi durante essa época que ele ganhou o título, batendo o companheiro de equipe, Ricardo Rosset. 

## Fórmula 1: testes na Simtek,na Benetton e o fiasco na MasterCard Lola

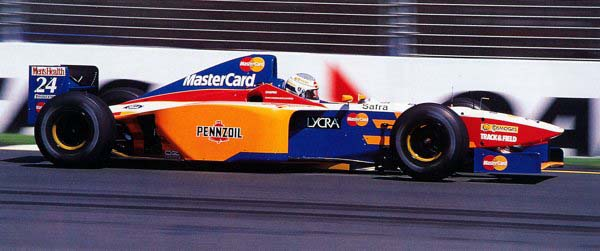
Sospiri pilotando o carro da MasterCard Lola em 1997. Ele e o brasileiro Ricardo Rosset não se classificaram para o GP da Austrália.

Sospiri, que disputava a temporada de Fórmula 3000 de 1994, havia testado pela equipe Simtek no Estoril no mesmo ano, junto com o japonês Taki Inoue. Acabou perdendo a batalha para o asiático, em decorrência de não obter dinheiro suficiente para disputar as últimas provas da temporada. Apesar de ter faturado o título da F-3000 em 1995, foram muito poucas opções disponíveis para Sospiri, de modo que ele optou ser o test driver da Benetton para o ano. 
Aos 30 anos, o italiano teve a sua grande chance de correr na Fórmula 1 com a MasterCard Lola, em 1997. Mas Sospiri e seu ex-companheiro de Super Nova de F-3000 em 1995, Ricardo Rosset (vice-campeão), ficaram mais de 10 segundos fora do ritmo, já que o carro não era capaz de fazer um tempo decente para participar do GP  da Austrália. Ainda assim, Sospiri planejava marcar sua presença no GP do Brasil, mas a MasterCard, após o fiasco em Melbourne, cancelou o patrocínio com a Lola, deixando Sospiri e Rosset a pé no restante do ano.
Entre a apresentação do carro e o fim da equipe, passaram-se apenas 34 dias.

## Depois da Fórmula 1
Com o fracasso na F-1, Vincenzo virou a sua atenção para outros esportes, correndo inclusive as 500 Milhas de Indianápolis de 1997, na então nascente IRL. Em 1998, ele correu as últimas cinco etapas da temporada da CART (futura Champ Car) daquele ano, pela equipe All American, no lugar do norte-americano P. J. Jones. O italiano tinha esperanças de ser efetivado na equipe do ex-piloto Dan Gurney, mas o time preferiu apostar em outros pilotos (Gualter Salles, Andrea Montermini e Raul Boesel). 
Parou de correr em âmbito profissional em 2001, se dedicando à função de ser dono de equipe. Um de seus clientes é Luca Filippi, piloto da GP2 Series.

## Fórmula 3000 Internacional[2]
| Ano  | Equipe              | Chassi      | Motor    | 1         | 2         | 3        | 4         | 5         | 6         | 7        | 8        | 9         | 10       | 11       | Pontos | Posição  |
| ---- | ------------------- | ----------- | -------- | --------- | --------- | -------- | --------- | --------- | --------- | -------- | -------- | --------- | -------- | -------- | ------ | -------- |
| 1990 | Eddie Jordan Racing | Reynard 90D | Mugen    | DON       | SIL       | PAU      | JER 8 A   | MNZ       | PER       | HOC      | BRH      | BIR       | BUG      | NOG NQ A | 0      | NC (30º) |
| 1991 | Eddie Jordan Racing | Lola T91/50 | Cosworth | VAL Ret A | PAU NQ A  | JER 15 A | MUG 4 A   | ITA Ret A | HOC 2 A   | BRH 16 A | SPA 10 A | BUG Ret A | NOG 13 A |          | 9      | 8º       |
| 1993 | Mythos Racing       | Reynard 93D | Judd     | DON Ret A | SIL Ret A | PAU 6 A  | PER 2 A   | HOC 3 A   | NUR 6 A   | SPA 5 A  | MAG 5 A  | NOG Ret A |          |          | 16     | 7º       |
| 1994 | Super Nova Racing   | Reynard 94D | Cosworth | SIL 4 A   | PAU 2 A   | CAT 3 A  | PER Ret A | HOC 4 A   | SPA Ret A | EST 2 A  | MAG 5 A  |           |          |          | 24     | 4º       |
| 1995 | Super Nova Racing   | Reynard 95D | Cosworth | SIL 2 A   | CAT 1 A   | PAU 1 A  | PER 2 A   | HOC Ret A | SPA 1 A   | EST 7 A  | MAG 4 A  |           |          |          | 42     | 1º       |

## Fórmula 1[3]
(legenda) 
| Ano  | Equipe                         | Chassi | Motor               | 1        | 2   | 3   | 4   | 5   | 6   | 7   | 8   | 9   | 10  | 11  | 12  | 13  | 14  | 15  | 16  | 17  | Pontos | Posição |
| ---- | ------------------------------ | ------ | ------------------- | -------- | --- | --- | --- | --- | --- | --- | --- | --- | --- | --- | --- | --- | --- | --- | --- | --- | ------ | ------- |
| 1997 | MasterCard Lola Formula 1 Team | T97/30 | Ford ECA Zetec-R V8 | AUS NQ B | BRA | ARG | SMR | MON | ESP | CAN | FRA | GBR | GER | HUN | BEL | ITA | AUT | LUX | JPN | EUR | -      | -       |

## IRL[4]
| Ano     | Equipe       | Chassi        | Motor                | 1   | 2   | 3   | 4         | 5         | 6       | 7       | 8        | 9     | 10       | 11  | Pontos | Posição |
| ------- | ------------ | ------------- | -------------------- | --- | --- | --- | --------- | --------- | ------- | ------- | -------- | ----- | -------- | --- | ------ | ------- |
| 1996–97 | Team Scandia | Dallara IR7   | Oldsmobile           | NH1 | LV1 | DIS | PHO       | INDY 17 G | TXS 9 G | COL 6 G | CHA 20 G | NH2 G | LV2 22 G |     | 134    | 21º     |
| 1999    | ISM Racing   | G-Force GF01C | Oldsmobile Aurora V8 | DIS | PHO | CLT | INDY NQ G | TX1       | CL1     | ATL     | DOV      | CL2   | LSV      | TX2 | -      | -       |

## 500 Milhas de Indianápolis[5]
| Ano  | Equipe  | Chassi  | Motor | Pneus | Final |
| ---- | ------- | ------- | ----- | ----- | ----- |
| 1997 | Scandia | Dallara | Ilmor | G     | 17º   |

## CART[6]
| Ano  | Equipe              | Chassi | Motor  | 1   | 2   | 3   | 4   | 5   | 6   | 7   | 8   | 9   | 10  | 11  | 12  | 13  | 14  | 15  | 16        | 17        | 18        | 19        | Pontos | Posição  |
| ---- | ------------------- | ------ | ------ | --- | --- | --- | --- | --- | --- | --- | --- | --- | --- | --- | --- | --- | --- | --- | --------- | --------- | --------- | --------- | ------ | -------- |
| 1998 | All American Racers | Eagle  | Toyota | MIA | MOT | LBH | NAZ | RIO | GAT | MIL | DET | POR | CLE | TOR | MIC | MDO | ROA | VAN | LAG 22º G | HOU 15º G | SUR 15º G | FON 23º G | 0      | NC (29º) |

## 24 Horas de Le Mans[7]
| Ano  | Equipe                                | Nº | Co-Pilotos                               | Chassi                    | Pneus | Classe | Voltas | Posição | Posição Na Categoria |
| Ano  | Equipe                                | Nº | Co-Pilotos                               | Motor                     | Pneus | Classe | Voltas | Posição | Posição Na Categoria |
| ---- | ------------------------------------- | -- | ---------------------------------------- | ------------------------- | ----- | ------ | ------ | ------- | -------------------- |
| 1998 | JB Racing                             | 5  | Jean-Christophe Boullion Jérôme Policand | Ferrari 333 SP            | M     | LMP1   | 187    | DNF     | DNF                  |
| 1998 | JB Racing                             | 5  | Jean-Christophe Boullion Jérôme Policand | Ferrari F310E 4.0L V12    | M     | LMP1   | 187    | DNF     | DNF                  |
| 1999 | Toyota Motorsports Toyota Team Europe | 1  | Martin Brundle Emmanuel Collard          | Toyota GT-One             | M     | LMGTP  | 90     | DNF     | DNF                  |
| 1999 | Toyota Motorsports Toyota Team Europe | 1  | Martin Brundle Emmanuel Collard          | Toyota R36V 3.6L Turbo V8 | M     | LMGTP  | 90     | DNF     | DNF                  |